# Steve Stevaert
Steve Stevaert, né Robert Stevaert à Rijkhoven (au nord de Tongres, dans la province de Limbourg) le 12 avril 1954 et mort à Hasselt le 2 avril 2015 , est un homme politique belge.

## Biographie
Après des études d’hôtellerie, Steve Stevaert s'installe comme patron de café en 1972.
Entre 1985 et 1995, il siège au conseil provincial du Limbourg.
Il devient bourgmestre de la ville de Hasselt en 1995. En 1997, il devient célèbre dans tout le pays en rendant gratuits les transports en commun de sa ville, action qui lui vaut le surnom de « Steve Stunt » (« Steve tour de force »).
Entre 1995 et 1999, Stevaert siège en outre au Parlement flamand. Entre 1999 et 2003, il est ministre de la mobilité et vice-président du gouvernement flamand. En 2003, il succède à Patrick Janssens comme président du Parti socialiste flamand.
Le 26 janvier 2004, il est nommé ministre d'État par le Roi.
Il a démissionné de ses mandats politiques le 25 mai 2005 à la suite de sa nomination comme gouverneur de la Province de Limbourg, poste auquel il a succédé le 1er juin 2005 à Hilde Houben-Bertrand.
Le 7 juin 2009, jour des élections régionales, il annonce qu'il démissionne de son poste de gouverneur de la province du Limbourg,.
Le 1er décembre 2011, il annonce qu'il démissionne de tous ses mandats et se retire de la vie publique au terme de plusieurs semaines au cours desquelles son nom a défrayé la chronique en Flandre. Il a été associé à une affaire de chantage autour d'une vidéo à caractère sexuel, à propos de laquelle il a engagé une procédure en justice,. Il a aussi été mis en cause dans la vente contestée des pâtures du festival du Pukkelpop ainsi que dans les conflits qui ont agité la police de Hasselt durant l'époque où il fut le bourgmestre.
Le 2 avril 2015, à la suite de sa disparition dans la journée et après de longues heures de recherches aux alentours de son domicile, son corps est retrouvé sans vie dans le canal Albert. La thèse du suicide est confirmée par le parquet d'Hasselt, une lettre d'adieu ayant été trouvée à son domicile en fin d’après-midi.